# Teixeira de Mattos (geslacht)

Teixeira de Mattos (of Texeira) is een van oorsprong Portugees-Joods geslacht waarvan een tak zich later in Nederland vestigde, er een bankiershuis startte en in de Nederlandse adel werd verheven. De gelijknamige bank, gevestigd op Keizersgracht 746, ging in 1966 failliet.

## Geschiedenis
De stamreeks begint met Francisco Teixeira de Sampayo wordt vermeld in het inquisitieproces van hun in 1526 geboren kleindochter als wonende te Tomar (Portugal).
Diego Teixeira (Lissabon, 1581–Hamburg, januari 1666) werd geboren als zoon van een Spaanse edelman. Hij vestigde zich eerst in Brazilië en rond 1613 in Antwerpen als "converso" of Maraan; zijn schoonmoeder was Anna de Milan (ca. 1548-1613), eveneens beschuldigd van afvalligheid. In 1622 is hij als Portugees consul benoemd. Hij is hertrouwd met Sara d’Andrade (Antwerpen 1610-Altona 1693), nadat zijn eerste vrouw was overleden.  Vanaf juli 1646 woonde hij in Hamburg tegenover Sint-Michielskerk (Hamburg).  Vanaf 1647 noemde hij zich Abraham, nadat hij in Wenen was teruggekeerd tot het joodse geloof en zijn beide zonen zich lieten besnijden. Er volgde in Wenen een proces tegen de afvallige - hij was toen bijna zeventig - maar in 1654 werd hij voorlopig vrijgesproken. Diego stond bekend als handelaar in luxe goederen, juwelen, als geldwisselaar op de beurs en immens rijk. In de zomer van 1654 kwam de ex-koningin van Zweden langs. In 1655 en formeel vanaf 1661 droeg Christina I van Zweden haar geldzaken aan hem over. In 1661 woonde zij een jaar lang bij de familie in. Bij zijn begrafenis in januari 1666 braken in Hamburg antisemitische rellen uit. De Oostenrijkse keizer wilde nog steeds geld zien en dagvaardde zijn zoon. 
In 1667/1668 logeerde Christina opnieuw bij de Teixeira's om in een oplossing voor haar immense schulden te voorzien. Er werd haar meegedeeld dat paus Alexander VII, haar beschermheer en kwelgeest, in mei 1667 was overleden. De nieuw gekozen paus, Clemens IX was een overwinning voor de Squadrone Volante. In haar blijdschap over zijn verkiezing organiseerde zij een schitterende feest, met vuurwerk en wijn uit een fontein. De Hamburgse bevolking was woedend en de partij eindigde in schieten; er vielen doden en gewonden. De ex-koningin ontsnapte in vermomming via een achterdeur.
Diego had zijn zaken overgedragen aan Manuel, die in 1671 in Hamburg trouwde. Manuel had zeker twee zonen: Jacob (1670-1708?) en Isaack (1677-1728?) (Manuel jr). In 1692 kreeg Manuel sr een post aangeboden als resident van Denemarken, een functie die hij zeven jaar later aannam. Zijn zoon Isaack trouwde in 1692 in Amsterdam en hertrouwde in 1700; in 1699 is hij als parnas benoemd. Jacob Teixeira verhuisde naar Londen, waar Abraham (1693-), Joseph (1696-1775) en Sipora (1697-) zijn geboren. De oudste zoon van Joseph, Jacob, werd geboren in Amsterdam in 1724.

## Enkele telgen
Samuël (1791-1865), getrouwd met Lea Mendes (1809-1849), was de oprichter van de bank Teixeira de Mattos en stamvader van alle adellijke leden van het geslacht, Ridder in de Orde van de Nederlandse Leeuw. In 1817, 1888 en 1892 werden verschillende leden van het geslacht verheven in de Nederlandse adel en verkregen zo het predicaat jonkheer.
- jhr. Joseph Henrij Teixeira de Mattos (1828–1898), consul en consul-generaal
  - jkvr. Lea Louise Carolina Teixeira de Mattos (1860–1936); trouwde in 1887 met dr. Gyula Rosenberg (1865–1914), afgevaardigde in het Hongaars parlement
  - jhr. dr. Stefan Victor Joseph Marie Teixeira de Mattos (1861–1922), consul, raadsheer Hoge Raad te Rome
- Isaac Eduard Teixeira de Mattos (1832–1885), oprichter van de bank Teixeira de Mattos
  - jhr. mr. David François Teixeira de Mattos (1866–1948); trouwde in 1893 met zijn volle nicht jkvr. Carolina Anna Teixeira de Mattos (1868-1940), kunstschilderes
    - jhr. mr. Eugène Victor Edouard Teixeira de Mattos (1899–1982), ambassadeur

  - jhr. ir. Louis Frederik Teixeira de Mattos (1872–1945), medeoprichter van de Christelijk-Historische Unie, lid gemeenteraad 1913–1923 en wethouder 1917–1923 van Apeldoorn, lid provinciale staten van Gelderland 1923–1924, publicist
- jhr. Abraham Louis Teixeira de Mattos (1839–1908), bankier
  - jhr. dr. Edward Teixeira de Mattos (1865–1929), arts
    - jhr. Marie Johan Teixeira de Mattos (1896–1990), luitenant Husarenregiment Königin Wilhelmina der Niederlande te Wansbeck
    - jhr. mr. dr. Pedro Désiré Edouard Teixeira de Mattos (1898–1978), ambassadeur, laatstelijk te Brussel; trouwde in 1931 met de Belgische jkvr. Elisabeth de Bassompierre (1910-1982), telg uit het geslacht De Bassompierre en dochter van ambassadeur Albert baron de Bassompierre (1873-1956)
      - jhr. mr. Albert Frans Eduard Teixeira de Mattos (1934-2014); trouwde in 1964 met jkvr. Reina Dorette de Blocq van Scheltinga (1938), hofdame van koningin Beatrix 2000– en lid van de familie Van Scheltinga

  - jhr. Henry Teixeira de Mattos (1867–1924), bankier
    - jhr. Edwin Louis Teixeira de Mattos (1898–1976), referendaris bij de Rijksvoorlichtingsdienst, Olympisch sporter
    - jkvr. Marie-Louise Johanna Daisy Teixeira de Mattos (1899–1984), grootmeesteres van koningin Juliana 1957–1970,; trouwde in 1924 met Gerard Johan van Wickevoort Crommelin (1894–1940)
    - jhr. Henry Adrien Teixeira de Mattos (1905–1997), in diplomatieke dienst

  - jkvr. Carolina Anna Teixeira de Mattos (1868–1940); trouwde in 1893 met haar volle neef jhr. mr. David François Teixeira de Mattos (1866-1948)

## Niet-adellijke takken
Er bestaan ook leden van dit geslacht die niet geadeld zijn, onder wie de journalist en vertaler Alexander Teixeira de Mattos (1865–1921).